# Magdalena Samozwaniec

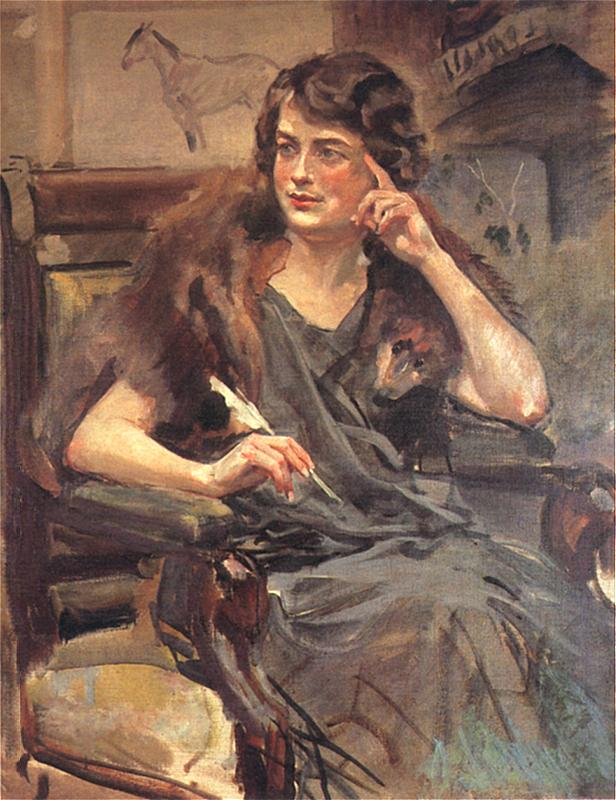
Portret Magdaleny Samozwaniec autorstwa Wojciecha Kossaka, 1923

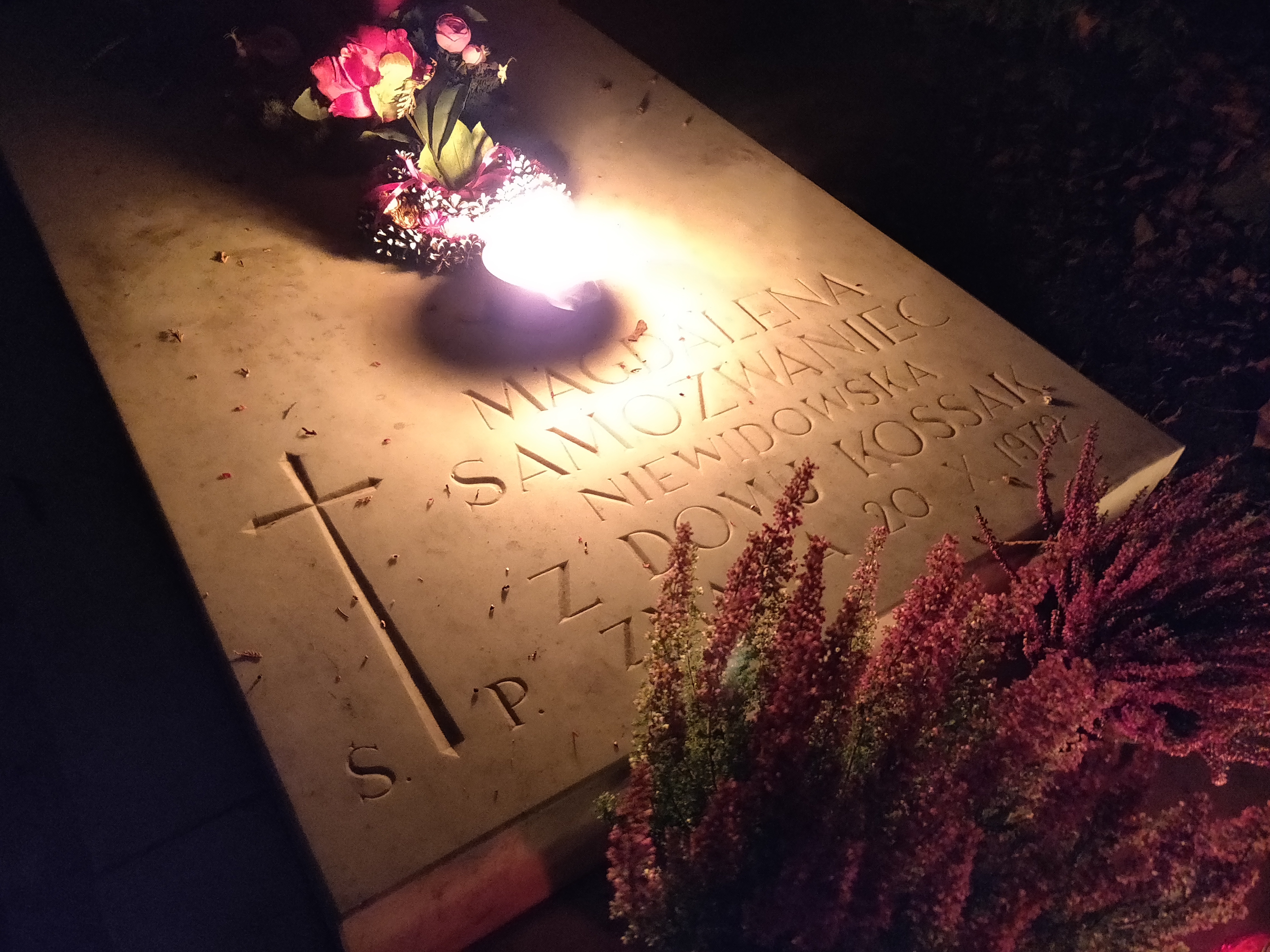
Nagrobek Magdaleny Samozwaniec na warszawskich Powązkach Wojskowych

Magdalena Anna Samozwaniec, de domo Kossak, primo voto Starzewska, secundo voto Niewidowska (ur. 26 lipca 1894 w Krakowie, zm. 20 października 1972 w Warszawie) – polska pisarka satyryczna. Nazywana „pierwszą damą polskiej satyry”.

## Życiorys
Była wnuczką Juliusza Kossaka, córką Wojciecha Kossaka i Marii Kisielnickiej, siostrą Jerzego Kossaka oraz Marii Pawlikowskiej-Jasnorzewskiej, o której napisała książkę Zalotnica niebieska, i z którą tworzyła przez całe życie intelektualno-emocjonalny duet. Była stryjeczną siostrą Zofii Kossak-Szczuckiej i cioteczną babką Rafała Podrazy
W latach 1921–1928 jej mężem był dyplomata Jan Starzewski, z którym miała córkę Teresę (1922–2017), primo voto hrabina Plater-Zyberk, secundo voto Burignat. W listopadzie 1945 wyszła za mąż za Zygmunta Niewidowskiego.
Uczyła się wyłącznie w domu, biegle władała językami obcymi – niemieckim, angielskim i francuskim. Jej debiutem literackim była humoreska Wyjazd mamy do miasta, opublikowana w 1908 w „Nowinach Krakowskich”. W latach 1917–1919 uczęszczała do Szkoły Sztuk Pięknych Marii Niedzielskiej w Krakowie. W okresie 1919–1921 prowadziła pracownię batikarstwa.
Jej pierwszym sukcesem literackim była wydana w 1922 w Krakowie purenonsensowa, satyryczna parodia Trędowatej pod tytułem Na ustach grzechu, napisana (podobno) wspólnie z siostrą i jej mężem Janem Gwalbertem Henrykiem Pawlikowskim.
Od 1923 publikowała liczne utwory satyryczne w takich czasopismach jak  „Pani”,  „Cyrulik Warszawski”, „Bluszcz”, „Tygodnik Ilustrowany”, „Naokoło Świata” i „Tęcza”. Stała się prekursorką wyjazdowych spotkań z czytelnikami (wieczorów autorskich), jeździła na takie spotkania po całej Polsce aż do śmierci, preferując ten rodzaj kontaktu z czytelnikami.
W 1933 wydała kolejny bestseller Wielki szlem, zyskując miano „jedynej satyryczki w Polsce”. W latach 1934–1936 występowała w kabaretach poznańskich. II wojna światowa przyniosła pisarce rozłąkę z ukochaną siostrą oraz śmierć obojga rodziców. W 1944 opublikowała konspiracyjnie Fraszki Magdaleny Samozwaniec.
Po wojnie zamieszczała liczne utwory satyryczne w czasopismach: „Przekrój”, „Szpilki”, „Dziennik Polski”, Trybuna Robotnicza i „Kocynder”. Od 1946 zamieszkała na stałe w Warszawie. W 1956 wydano jej trzeci bestseller, wspomnienia o siostrze, barwnie opisujące rzeczywistość dwudziestolecia międzywojennego, pt. Maria i Magdalena. W 1970 odwiedziła w Londynie męża zmarłej siostry, Stefana Jasnorzewskiego. Związane to było ze zbieraniem materiałów do kolejnej książki pt. Zalotnica niebieska (opublikowanej pośmiertnie w 1973).
Została pochowana na cmentarzu Wojskowym na Powązkach w Warszawie (kwatera A33-1-3).

## Twórczość
1. Na ustach grzechu • Powieść z życia wyższych sfer towarzyskich, Kraków 1922
2. Czy chcesz być dowcipny? Straszliwe opowieści „na wesoło”, Warszawa 1923
3. Malowana żona, Warszawa 1924
4. Kartki z pamiętnika młodej mężatki, Warszawa 1926
5. Starość musi się wyszumieć, Warszawa 1926
6. Mężowie i mężczyźni, Warszawa 1926
7. O kobiecie, która znalazła kochanka: powieść osnuta na tle najbliższej, nieokreślonej bliżej przyszłości. Rzecz dzieje się w Krakowie, Warszawa 1930
8. Wielki szlem • Powieść tylko dla brydżystów, Warszawa 1933
9. O dowcipnym mężu dobrej Ludwiki: powieść, Warszawa 1933
10. Ponura materialistka: nowele, Poznań 1934
11. Świadome ojcostwo, Warszawa 1936
12. Maleńkie karo karmiła mi żona, Warszawa 1937
13. Wróg kobiet, Warszawa 1938
14. Piękna pani i brzydki pan, Warszawa 1939
15. Królewna Śmieszka, Kraków 1942
16. Fraszki Magdaleny Samozwaniec. Wiek XX, Kraków 1944
17. Tylko dla kobiet, Katowice, 1946
18. Błękitna krew, Kraków 1954
19. Moja wojna trzydziestoletnia, Warszawa 1954
20. Maria i Magdalena, Kraków 1956
21. Tylko dla mężczyzn, Katowice 1958
22. Młodość nie radość: powieść satyryczna, Warszawa 1960
23. Czy pani mieszka sama? Katowice 1960
24. Pod siódmym niebem, Warszawa 1960
25. Tylko dla dzieci: wiersze i bajki satyryczne dla młodszych i starszych, Kraków 1960
26. Komu dziecko, komu? Powieść satyryczno-obyczajowa, Warszawa 1963
27. Tylko dla dziewcząt, Warszawa 1966
28. Szczypta soli, szczypta bliźnich, Warszawa 1968
29. Krystyna i chłopy, Warszawa 1969
30. Zalotnica niebieska, Warszawa 1973
31. Łyżka za cholewą, a widelec na stole: mała kulinarna silva rerum, Kraków 1974
32. Angielska choroba, Warszawa 1983
33. Baśnie, Warszawa 1987
34. Z pamiętnika niemłodej już mężatki, Warszawa 2009 (wstęp, wybór i oprac. Rafał Podraza)
35. Moja siostra poetka. Wybór wierszy Marii Pawlikowskiej-Jasnorzewskiej., Warszawa 2010 (oprac. Rafał Podraza)
36. Moich listów nie pal! Listy do rodziny i przyjaciół, Warszawa 2014 (wstęp, wybór i oprac. Rafał Podraza)
37. Trzymajmy się! Rady dla starych i młodych, Warszawa 2017 (posłowie, wybór i oprac. Rafał Podraza)
38. Baśnie, bajki i bajeczki (nie tylko) dla dzieci Szczecin 2022 (wstęp, wybór i oprac. Rafał Podraza)[7]
39. Myśli srebrne i posrebrzane Warszawa 2024 (wstęp i wybór Rafał Podraza)[8]

### Sztuki teatralne
1. Malowana żona (1924)
2. Margrabina de Bois de Boulogne (1926)
3. Kukiełki u Hawełki (1934)
4. Panowie nie lubią miłości (1933)
5. Wanda nie chce Niemca (1945)
6. Ich troje (1949)
7. Kim jesteś Anno? (1958)
8. Hotel Belle-voue (1958)
9. Zaczarowana czapka (1964)
10. U mnie w domu kanarka nie będzie (1967)
11. Miłość w trzech aktach (1970)
12. Poruszymy z posad starych (1972)

## Tłumaczenia
- Bosy, aut. Zaharia Stancu
- Trzej panowie na śniegu, aut. Erich Kästner
- Kochane maleństwa • O dzieciach nie dla dzieci, aut. Lemoine Randal

## Ordery i odznaczenia
- Krzyż Oficerski Orderu Odrodzenia Polski (1965)
- Złoty Krzyż Zasługi (11 lipca 1955)[9]
- Medal 10-lecia Polski Ludowej (1955)